# Beilschmiedia ningmingensis
Beilschmiedia ningmingensis är en lagerväxtart som beskrevs av S.K. Lee & Y.T. Wei. Beilschmiedia ningmingensis ingår i släktet Beilschmiedia och familjen lagerväxter. Inga underarter finns listade i Catalogue of Life.